# Michael Uchebo
Michael Okechukwu Uchebo  (Enugu, 27 september 1990) is een Nigeriaans voetballer die als aanvaller speelt.

## Clubcarrière
Uchebo begon zijn loopbaan bij Enugu Rangers waar sinds 2008 in het eerste elftal speelde (31 wedstrijden, 7 doelpunten). In de zomer van 2009 werd hij samen met zijn teamgenoot Alex Nkume, nu ook wel Alexander Emenike genoemd, gecontracteerd door VVV-Venlo, maar door administratieve problemen in Nigeria kwam hij pas in november 2009 in Nederland. Na een periode van drie jaar vertrok Uchebo naar België, waar hij bij Cercle Brugge een contract tekende. In het seizoen 2013/14 ontbrak hij in geen enkel competitieduel. In de zomer van 2014 liep zijn contract af. In oktober tekende hij een driejarig contract bij het Portugese Boavista FC. Vanaf de zomer van 2016 raakte hij daar uit de gratie en ontstonden diverse problemen. In januari 2017 werd zijn contract ontbonden. In november 2018 keerde hij terug bij Enugu Rangers.

## Statistieken
| Seizoen | Club          | Land               | Competitie         | Wedstr. | Goals |
| ------- | ------------- | ------------------ | ------------------ | ------- | ----- |
| 2008/09 | Enugu Rangers | Nigeria            | Premier League     | 31      | 7     |
| 2009/10 | VVV-Venlo     | Vlag van Nederland | Eredivisie         | 7       | 1     |
| 2010/11 | VVV-Venlo     | Vlag van Nederland | Eredivisie         | 23      | 4     |
| 2011/12 | VVV-Venlo     | Vlag van Nederland | Eredivisie         | 28      | 3     |
| 2012/13 | Cercle Brugge | Vlag van België    | Jupiler Pro League | 32      | 2     |
| 2013/14 | Cercle Brugge | Vlag van België    | Jupiler Pro League | 30      | 5     |
| 2014/15 | Boavista FC   | Vlag van Portugal  | Liga Sagres        | 27      | 5     |
| 2015/16 | Boavista FC   | Vlag van Portugal  | Liga Sagres        | 16      | 0     |
| 2018/19 | Enugu Rangers | Nigeria            | Premier League     | 8       | 2     |
| Totaal  | Totaal        | Totaal             | Totaal             | 175     | 22    |

## Interlandcarrière
In februari 2014 kreeg Uchebo een uitnodiging van Nigeriaans bondscoach Stephen Keshi voor een vriendschappelijke interland tussen Nigeria en Mexico. Op 5 maart 2014 debuteerde hij tegen de Mexicanen. Hij stond in de basis en speelde de volledige eerste helft in het Georgia Dome in Atlanta. In de rust werd hij vervangen door Ramon Azeez. In zijn tweede interland was Uchebo trefzeker: in de 41e minuut maakte hij gelijk tegen Schotland (2–2).
| Interlands van Michael Uchebo voor Nigeria | Interlands van Michael Uchebo voor Nigeria | Interlands van Michael Uchebo voor Nigeria | Interlands van Michael Uchebo voor Nigeria | Interlands van Michael Uchebo voor Nigeria | Interlands van Michael Uchebo voor Nigeria | Interlands van Michael Uchebo voor Nigeria |
| №                                          | Datum                                      | Wedstrijd                                  | Uitslag                                    | Competitie                                 | Doelpunten                                 |                                            |
| Als speler van Cercle Brugge               | Als speler van Cercle Brugge               | Als speler van Cercle Brugge               | Als speler van Cercle Brugge               | Als speler van Cercle Brugge               | Als speler van Cercle Brugge               | Als speler van Cercle Brugge               |
| ------------------------------------------ | ------------------------------------------ | ------------------------------------------ | ------------------------------------------ | ------------------------------------------ | ------------------------------------------ | ------------------------------------------ |
| 1.                                         | 5 maart 2014                               | Mexico – Nigeria                           | 0 – 0                                      | Vriendschappelijk                          | 0                                          |                                            |
| 2.                                         | 28 mei 2014                                | Schotland – Nigeria                        | 2 – 2                                      | Vriendschappelijk                          | 1                                          |                                            |
| 3.                                         | 3 juni 2014                                | Griekenland – Nigeria                      | 0 – 0                                      | Vriendschappelijk                          | 0                                          |                                            |
| 4.                                         | 7 juni 2014                                | Verenigde Staten – Nigeria                 | 2 – 1                                      | Vriendschappelijk                          | 0                                          |                                            |
| 5.                                         | 25 juni 2014                               | Argentinië – Nigeria                       | 3 – 2                                      | WK 2014                                    | 0                                          |                                            |

Bijgewerkt t/m 25 juni 2014